# Sheena Easton
Sheena Shirley Orr (Bellshill, North Lanarkshire, Escócia 27 de abril de 1959) é uma cantora e atriz escocesa, naturalizada também estadunidense.
Easton se tornou famosa por ser o foco de um episódio no programa de televisão britânico The Big Time, que registrou suas tentativas de ganhar um contrato de gravação e de sua  assinatura com a EMI Records. Easton ganhou dois Grammy e possui 15 singles no US Top 40, sendo também a única artista na história da Billboard a ter um single dentre os top 5 em todas os charts: Pop, Rock, R&B, Country, Dance e Adult Contemporary.
Easton chegou à fama no início dos anos 80 com os hits "9 to 5" - conhecido como "Morning Train" nos Estados Unidos e que foi regravada pela cantora Mara Maravilha como "Uma Noite de Solidão" -, "For Your Eyes Only", "Strut", "Sugar Walls", "U Got the Look " - com Prince - e "The Lover In Me". Tornou-se uma artista prestigiada principalmente nos Estados Unidos e no Japão, trabalhando com proeminentes vocalistas e produtores como Prince, Christopher Neil , Kenny Rogers, Luis Miguel, L.A. Reid, Babyface e Nile Rodgers.

## Discografia (somente álbuns de estúdio)[3]
- Take My Time (1980)
- Take My Time (1981)  reedição
- You Could Have Been with Me (1981)
- Madness, Money & Music (1982)
- Best Kept Secret (1983)
- A Private Heaven (1984)
- Todo Me Recuerda a Ti (1984) - Em espanhol
- Do You (1985)
- No Sound But a Heart (1987)
- The Lover in Me (1988)
- What Comes Naturally (1991)
- No Strings (1993)
- My Cherie (1995)
- Freedom (1997)
- Home (1999)
- Fabulous (2000)

## Filmografia[4]
- For Your Eyes Only (1981) - Ela mesma, na abertura da sequência de créditos
- Miami Vice (1987) - Caitlin Davies (cinco episódios)
- All Dogs Go to Heaven 2 (1996), All Dogs Go to Heaven: The Series (1996 - TV series), An All Dogs Christmas Carol (1998) - voz de Sasha LeFleur
- Body Bags (1993) - Megan
- Highlander: The Series (1993) - Annie Devlin (no episódio intitulado "An Eye for an Eye")
- The Adventures of Brisco County Jr. (1993) - Crystal Hawks (um episódio)
- David Copperfield (1993) - voz de Agnes
- TekWar (TV series) (1994) - War Bride
- Real Ghosts (1995) - Janet
- Gargoyles the Movie: The Heroes Awaken (1995) - Robyn Canmore, Banshee, Molly, Finella
- The Outer Limits (1996) - Melissa McCammon no episódio intitulado "Falling Star"
- Road Rovers (1996) - Groomer, Persia, Mrs. British Prime Minister
- Duckman (1997) - Betty (um episode)
- Chicken Soup for the Soul (1999) - Vicky no episódio intitulado "Sand Castles"
- Disney's The Legend of Tarzan (2001) - voz da Dra. Robin Doyle (dois episódios)
- Vegas Live! With Clint Holmes and Sheena Easton (2003)
- Scooby-Doo and the Loch Ness Monster (2004) - voz da Professora Fiona Pembrooke
- Young Blades (2005) - Rainha Anne
- Phineas e Ferb (2009) - namorada de Doofenshmirtz